# Studia Medyczne
Studia Medyczne – kwartalnik naukowy Wydziału Lekarskiego i Nauk o Zdrowiu Uniwersytetu Jana Kochanowskiego w Kielcach.
Jego pierwszy tom ukazał się w 2003 pod nazwą „Studia Medyczne Akademii Świętokrzyskiej”. Redaktorem naczelnym pierwszych sześciu tomów (2003–2007) był dr hab. n. med. Stanisław Nowak, prof. AŚ. Po jego śmierci, w 2007 zastąpił go prof. dr hab. n. med. Stanisław Głuszek. Od tomu dziewiątego, tj. od początku 2008, kwartalnik ukazuje się pod nazwą „Studia Medyczne”.
Kwartalnik znajduje się w wykazie czasopism naukowych prowadzonym przez ministra nauki i szkolnictwa wyższego. Za publikację w nim artykułu można otrzymać dziesięć punktów. W czasopiśmie ukazują się prace z zakresu medycyny, a także psychologii, etyki, historii medycyny i ochrony zdrowia. Zamieszczane są w nim prace oryginalne, kazuistyczne, poglądowe oraz sprawozdania.
Wydawcą pierwszych 29 tomów (2003–2013) był Uniwersytet Jana Kochanowskiego w Kielcach. Od numeru 29(2)/2013 kwartalnik wydawany jest przez Termedia Wydawnictwa Medyczne.